# Diecezja brooklińska
Diecezja brooklińska (łac. Dioecesis Bruklyniensis)  – diecezja Kościoła rzymskokatolickiego w USA, z siedzibą w Brooklynie. Została erygowana 29 lipca 1853 jako sufragania metropolii nowojorskiej. 6 kwietnia 1957 z terytorium diecezji wydzielono diecezję Rockville Centre.

## Główne świątynie
- Katedra: Katedra św. Jakuba w Brooklynie
- Konkatedra: Konkatedra św. Józefa w Brooklynie
- Bazyliki mniejsze
  - Bazylika Najświętszej Marii Panny Nieustającej Pomocy w Brooklynie
  - Bazylika Najświętszej Marii Panny Królowej Pokoju w Brooklynie

## Biskupi
- John Loughlin (19 czerwca 1853 – 29 grudnia 1891)
- Charles Edward McDonnell (11 marca 1892 – 8 sierpnia 1921)
- Thomas Edmund Molloy (21 listopada 1921 – 26 listopada 1956)
- Bryan Joseph McEntegart (16 kwietnia 1957 – 15 lipca 1968)
- Francis John Mugavero (15 lipca 1968 – 20 lutego 1990)
- Thomas Daily (20 lutego 1990 – 1 sierpnia 2003)
- Nicholas DiMarzio (1 sierpnia 2003 – 29 września 2021)
- Robert Brennan (od 2021)